# انسولین ایکودک
انسولین ایکودک (انگلیسی: Insulin icodec) یک آنالوگ انسولین پایه با اثر بسیار طولانی است که توسط نوو نوردیسک ساخته شده است.
نیمه عمر پلاسمایی آن بیش از هشت روز است (در مقایسه با ۲۵ ساعت طولانی‌ترین اثر آنالوگ انسولین دگلودک قبلی)، که آن را به یک انسولین پایه یک بار در هفته تبدیل می‌کند.

مانند انسولین، ایکودک از دو زنجیره پپتیدی تشکیل شده است که توسط یک پل دی‌سولفید به هم متصل شده‌اند. با این حال، یک زنجیره جانبی حاوی دی اسید چرب C20 برای اتصال آلبومین قوی و برگشت پذیر افزوده شده است و سه جایگزینی اسید آمینه باعث پایداری مولکولی و کاهش اتصال و پاکسازی گیرنده انسولین می‌شود. این تغییرات با هم، نیمه عمر را طولانی می‌کنند.